# Jalisco B
Jalisco B (* 1975; † 1994) war ein international erfolgreiches Springpferd und Deckhengst der Rasse Selle Français. Er gilt als einer der erfolgreichsten Hengste in Zucht und Sport.

## Werdegang
1983 gewann er unter Xavier Leredde den Großen Preis von Paris. Das Paar war auf der Auswahlliste für die Olympischen Spiele 1984 in Los Angeles, doch während eines Turniers in Spanien verletzte sich der Hengst.
Später wurde er nach Portugal verkauft und startete 1988 unter Manuel Malta da Costa bei den Olympischen Spielen in Seoul. Kurz darauf kehrte er als Zuchthengst nach Frankreich zurück. Anfang 1994 starb er im Alter von 19 Jahren an einer Kolik.

## Nachzucht

### Söhne und Töchter
Bei den Olympischen Spielen 1996 waren mit Rochet M, Surcouf de Revel, Vert et Rouge und Revoulino vier seiner Kinder am Start.
- Quidam de Revel (* 1982), international erfolgreiches Springpferd und Deckhengst, der in allen Zuchtgebieten der Welt anerkannt ist, wurde von Hervé Godignon (1988–1993) und Thomas Velin (1993–2001) geritten
- Quito de Baussy (* 1990), international erfolgreiches Springpferd, wurde von Éric Navet geritten
- Dollar du Murier (*1991 - 2009), international erfolgreiches Springpferd, wurde von Éric Navet geritten
- Epsom Gesmeray (* 1992), international erfolgreiches Springpferd, wurde von Jung-Hyun Joo geritten
- Mariachi (* 1993), international erfolgreiches Springpferd, wurde von Luciana Diniz geritten

### Enkel (als Muttervater)
- Jalisca Solier (* 1997), Vater: Alligator Fontaine, international erfolgreiches Springpferd, wird von Steve Guerdat geritten
- Royal Star (*1998, ehemals: Quick Diamond), Vater: Quick Star, wurde von Cameron Hanley, Hasan Şentürk, Sevil Sabancı und Burak Azak geritten
- Lifou (* 1999), Vater: Apache d'Adriers, wurde von Franz-Josef Dahlmann geritten
- Mylord Carthago*HN (* 2000), Vater: Carthago, von Pénélope Leprevost geritten
- Mats’ up du Plessis (* 2000), Vater: Verdi, von Wladimir Tuganow geritten
- Dassino (* 2003), Vater: Cassini I, von Emanuele Gaudiano geritten